# عیسی مسیح سوپراستار
عیسی مسیح سوپراستار (انگلیسی: Jesus Christ Superstar) یک راک اپرای موزیکال ساخته اندرو لوید وبر آهنگساز تئاتر موزیکال و تیم رایس ترانه‌سرای اهل انگلستان است. این اثر تاحدی بر اساس زندگی و مصائب عیسی مسیح در عهد جدید است و به تحلیل روان‌شناسی مسیح و سایر شخصیتهای ماجرا با تمرکز بر خیانت یهودا که از نحوه هدایت حواریون توسط مسیح ناخرسند بود می‌پردازد.
فضای تعیین شده برای نمایش اثر و تولید فیلم حاوی آناکرونیسم هدفمند است. تا سال ۱۹۸۰ این نمایش موزیکال ۲۳۷ میلیون دلار درآمد داشت و به مدت هشت سال در لندن بین سالهای ۱۹۷۲ تا ۱۹۸۰ روی صحنه بود. این اثر رکورددار طولانی مدت‌ترین نمایش روی صحنه در تئاتر وست اند قبل از نمایش موزیکال گربه‌ها در سال ۱۹۸۹ بود.
در سال ۱۹۷۳ فیلمی به کارگردانی نورمن جویسون بر اساس این اپرای راک ساخته شد.

## داستان

### پردهٔ اول
یهودای اسخریوطی، یکی از دوازده حواری، نگران است که پیروان عیسی از کنترل خارج شده‌اند و ممکن است امپراتوری روم آن‌ها را تهدیدی بپندارد و به‌شدت سرکوبشان کند (Heaven on Their Minds).
سایر حواریون مشتاق ورود به اورشلیم در کنار عیسی هستند و از او دربارهٔ نقشه‌هایش می‌پرسند، اما عیسی می‌گوید که نگران آینده نباشند. در همین حال، مریم مجدلیه تلاش می‌کند عیسی را آرام کند. یهودا به عیسی هشدار می‌دهد که باید از مریم دوری کند، زیرا رابطه با یک روسپی می‌تواند با آموزه‌های او ناسازگار به نظر برسد و علیه او به کار رود. عیسی یهودا را سرزنش می‌کند و می‌گوید تا زمانی که کسی بی‌گناه نباشد، نباید دربارهٔ دیگران قضاوت کند. او سپس سایر حواریون را نیز توبیخ کرده و می‌گوید هیچ‌کدام واقعاً برایش اهمیت قائل نیستند (What's the Buzz/Strange Thing Mystifying).
مریم هنگام مرهم‌مالی به عیسی، او را آرام می‌کند. یهودا خشمگین می‌شود که پول روغن گران‌قیمت باید صرف کمک به فقرا می‌شد. عیسی پاسخ می‌دهد که توان پایان دادن به فقر را ندارند و باید از اندک آسایش‌های موجود بهره ببرند (Everything's Alright).
در همین زمان، قیافا، کاهن اعظم اسرائیل، با فریسیان و سایر کاهنان گرد می‌آید. آنان، همانند یهودا، نگران‌اند که پیروان عیسی تهدیدی برای رومیان باشند و ممکن است یهودیان بی‌گناه به‌خاطر او آسیب ببینند. قیافا نتیجه می‌گیرد که به‌خاطر خیر همگانی، عیسی باید کشته شود (This Jesus Must Die). هنگام ورود پیروزمندانهٔ عیسی به اورشلیم، قیافا از او می‌خواهد جمعیت را پراکنده کند، اما عیسی با شور از آنان استقبال می‌کند (Hosanna). شمعون غیور پیشنهاد می‌کند عیسی مردم را در جنگ علیه روم رهبری کند، اما عیسی رد می‌کند و می‌گوید کسی از آن‌ها معنای واقعی قدرت را نمی‌فهمد (Poor Jerusalem).
پونتیوس پیلاطس، حاکم یهودیه، خوابی می‌بیند که در آن با مردی اهل جلیل روبه‌رو می‌شود و سپس برای مرگ خشونت‌بار آن مرد مقصر شناخته می‌شود (Pilate's Dream). عیسی وارد معبد می‌شود و می‌بیند که به بازار بدل شده؛ از خشم، آنجا را پاک‌سازی می‌کند. سپس گروهی از جذامی‌ها برای شفا نزد او می‌آیند. شمارشان زیاد می‌شود و عیسی، ناتوان از رسیدگی، آن‌ها را پس می‌زند (The Temple). مریم عیسی را می‌خواباند (Everything's Alright، بازخوانی). در حالی‌که عیسی خوابیده، مریم اعتراف می‌کند که عاشق او شده و این احساس او را می‌ترساند (I Don't Know How to Love Him).
یهودا، در کشاکش درونی، نزد فریسیان می‌رود و پیشنهاد می‌دهد در دستگیری عیسی کمک کند، چون باور دارد که او دیگر از کنترل خارج شده و حتی خود عیسی نیز این کار را تأیید می‌کرد. در برابر کمکش، به او سی سکهٔ نقره پیشنهاد می‌شود. یهودا ابتدا رد می‌کند، اما با پیشنهاد قیافا برای استفاده از پول در راه فقرا، می‌پذیرد (Damned for All Time/Blood Money)

### پردهٔ دوم
عیسی با شاگردانش شام آخر را برگزار می‌کند. آن‌ها مست شده و به او بی‌توجه‌اند. عیسی می‌گوید «برای شما که فرقی ندارد» شراب می‌تواند خون من و نان، بدن من باشد. او از آنان می‌خواهد به یادش باشند و سپس با ناراحتی از بی‌فهمی‌شان، پیش‌بینی می‌کند که پطرس سه بار او را انکار خواهد کرد و یکی از آن‌ها به او خیانت خواهد کرد. یهودا اعتراف می‌کند که خیانت خواهد کرد، از عیسی می‌پرسد چرا هیچ نقشه‌ای ندارد و می‌رود (The Last Supper).
دیگر حواریون به خواب می‌روند و عیسی برای دعا به باغ جتسیمانی می‌رود. در دعایش به خدا شک می‌کند که آیا مأموریتش ثمری داشته و با خشم می‌پرسد چرا باید رنج و مرگی سخت را تحمل کند. پاسخی دریافت نمی‌کند، اما در نهایت تسلیم ارادهٔ خدا می‌شود (Gethsemane (I Only Want to Say)). یهودا همراه سربازان رومی می‌رسد و با بوسهٔ یهودا، عیسی را شناسایی می‌کند. در دادگاه، قیافا و کاهنان او را نزد پیلاطس می‌فرستند (The Arrest). در این میان، سه نفر پطرس را دربارهٔ ارتباطش با عیسی بازخواست می‌کنند و او هر سه بار انکار می‌کند. مریم تأیید می‌کند که عیسی این را پیش‌بینی کرده بود (Peter's Denial).
پیلاطس از عیسی می‌پرسد آیا پادشاه یهودیان است. عیسی پاسخ می‌دهد: «تو این را می‌گویی.» چون عیسی اهل جلیل است، پیلاطس او را به هیرودیس می‌فرستد (Pilate and Christ). هیرودیس از عیسی می‌خواهد با معجزه، الهی بودنش را ثابت کند، اما عیسی پاسخی نمی‌دهد و هیرودیس با عصبانیت او را به پیلاطس بازمی‌گرداند (King Herod's Song). مریم، پطرس و سایر حواریون گذشته را به‌یاد می‌آورند و آرزو می‌کنند ای‌کاش می‌شد به دوران امید بازگشت (?Could We Start Again, Please).
یهودا از رفتار خشن با عیسی وحشت‌زده می‌شود. او به‌شدت پشیمان است و به‌درستی پیش‌بینی می‌کند که برای همیشه به‌عنوان خائن شناخته خواهد شد. قیافا و حنان او را دلداری می‌دهند، اما یهودا پول را به زمین می‌اندازد، از کوره درمی‌رود، خدا را برای اینکه او را بازیچه قرار داده نفرین می‌کند و خودکشی می‌کند (Judas' Death).
در دادگاه عیسی، پیلاطس تلاش می‌کند او را بازجویی کند، اما جمعیتی خون‌خواه خواستار مصلوب شدن عیسی هستند. پیلاطس، پریشان، می‌گوید عیسی بی‌گناه است، اما برای خشنودی جمع، دستور می‌دهد او را تازیانه بزنند. او از عیسی می‌خواهد از خود دفاع کند، اما عیسی با ضعف می‌گوید که همه‌چیز از پیش مقدر شده است. جمع همچنان خواهان مرگ او هستند و در نهایت، پیلاطس با بی‌میلی موافقت می‌کند (Trial Before Pilate (Including The 39 Lashes)).
در حالی که عیسی در آستانهٔ مصلوب شدن است، روح یهودا بازمی‌گردد و از او می‌پرسد چرا چنین زمان و راهی را برای آمدنش برگزید و آیا همه‌چیز بخشی از نقشه‌ای الهی بوده است (Superstar). عیسی مصلوب می‌شود، سخنان پایانی‌اش را می‌گوید و جان می‌سپارد (The Crucifixion). بدنش از صلیب پایین آورده شده و دفن می‌شود («یوحنا ۱۹:۴۱»).

## یادداشت
1. ↑  در نسخهٔ برادوی، بند اضافی‌ای هست که در آن پیلاطس جمعیت را برای احترام ناگهانی‌شان به قیصر و تولید بی‌شمار «مسیح» نکوهش می‌کند؛ این بخش در فیلم و اجراهای بعدی نیز حفظ شده.